# Anandi Gopal Joshi
Anandibai Gopalrao Joshi (en maratí: आनंदीबाई गोपाळराव जोशी) (31 de marzo de 1865-26 de febrero de 1887) fue una de las primeras médicas de la India. Fue la primera mujer de origen indio en estudiar y graduarse con un título de medicina en los Estados Unidos. También se cree que fue la primera mujer hindú en llegar a suelo estadounidense. Hay muchas variaciones de la escritura de su nombre, entre ellas: Anandibai Joshi y Anandi Gopal Joshi.

## Primeros años
Originalmente llamada ‘Yamuna’, Joshi nació en Kalyan, donde su familia había sido terrateniente antes de sufrir pérdidas económicas. Como era la práctica en ese momento y debido a la presión de su madre, Anandibai se casó a la edad de nueve años con Gopalrao Joshi, un viudo casi veinte años mayor que ella.
Después de casarse, el esposo de Yamuna le cambió el nombre por el de ‘Anandi’. Gopalrao Joshi trabajó en el correo de Kalyan. Más tarde, fue trasladado a Alibag, y, finalmente, a Calcuta. Él tenía ideas progresistas y apoyaba la educación de las mujeres, algo que allí no era muy frecuente en esa época.
A la edad de catorce años, Anandibai dio a luz un niño, pero el bebé vivió sólo diez días porque la atención médica necesaria para su supervivencia no estaba disponible. Esta situación fue un punto de inflexión en la vida de Anandibai, y la inspiró a convertirse en médico.

## En pos de una carrera médica
Gopalrao animó a Anandibai a estudiar medicina. En 1880 envió una carta a Royal Wilder, un conocido misionero estadounidense, en la que expresaba el interés de Anandibai por estudiar medicina en los Estados Unidos y solicitaba un puesto adecuado para sí mismo en ese país.
Wilder publicó la correspondencia en su Princeton's Missionary Review. Theodicia Carpenter, residente de Roselle, Nueva Jersey, lo leyó mientras esperaba ver a su dentista. Impresionada tanto por el deseo de Anandibai de estudiar medicina como por el apoyo de Gopalrao a su esposa, les escribió ofreciéndoles alojamiento en Estados Unidos.
Mientras el matrimonio Joshi estaba en Calcuta, la salud de Anandibai estaba decayendo. Ella sufría de debilitamiento, dolores de cabeza constantes, fiebre ocasional y a veces falta de aire. Theodicia envió sus medicinas desde Estados Unidos, pero no dio resultados. En 1883, Gopalrao fue transferido a Serampore, y decidió enviar a Anandibai sola a los Estados Unidos para que realizara sus estudios de medicina a pesar de su precaria salud. A pesar del temor de Anandibai, Gopalrao la convenció para que diera ejemplo a otras mujeres al seguir estudios superiores.
Una pareja de médicos apellidados Thorborn recomendó que Anandibai solicitara su admisión en el Women's Medical College of Pennsylvania. Al enterarse de los planes de Anandibai de continuar su educación superior en Occidente, la sociedad ortodoxa hindú la censuró fuertemente.
Anandibai se dirigió a la comunidad en el Serampore College Hall, explicando su decisión de ir a Estados Unidos y obtener un título en medicina. Habló de la persecución que ella y su esposo habían sufrido. Subrayó la necesidad de contar con doctoras hindúes en la India, y habló sobre su objetivo de abrir una facultad de medicina para mujeres en la India (“Anandibai Medical College”). Su discurso ganó notoriedad, y las contribuciones económicas comenzaron a llegar de toda la India.

## En Estados Unidos

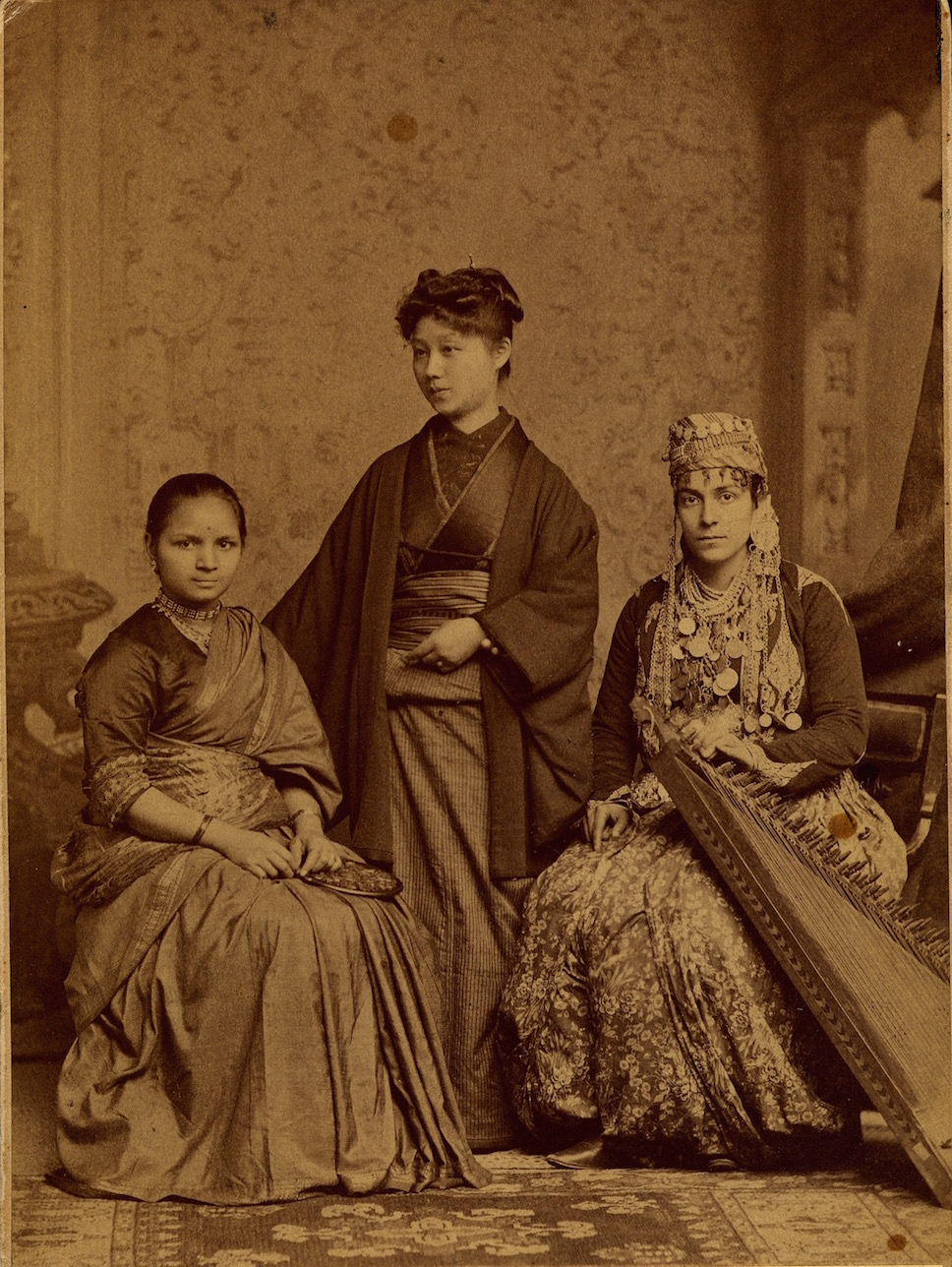
Anandibai Joshi se graduó en el Women's Medical College of Pennsylvania (WMC) en 1886. En la fotografía junto a Kei Okami (centro) y Tabat Islambooly (derecha). Las tres completaron sus estudios de medicina y cada una de ellas fueron las primeras mujeres de sus respectivos países en obtener un título en medicina occidental.

Anandibai viajó a Nueva York desde Calcuta en barco, acompañada por dos mujeres inglesas amigas de los Thorborn. En Nueva York, Theodicia Carpenter la recibió en junio de 1883. Anandibai escribió al Women's Medical College of Pennsylvania, solicitando ser admitida en su programa médico, que fue el segundo programa médico para mujeres en el mundo. Rachel Bodley, la decana de la universidad, la inscribió.
Anandibai comenzó su educación médica a los 19 años. En Estados Unidos, su salud en declive empeoró debido al clima frío y a una dieta poco habitual y contrajo tuberculosis. Sin embargo, se graduó con un título de médico el 11 de marzo de 1885; el tema de su tesis fue “Obstetricia entre los hindúes arios”. En su graduación, la reina Victoria le envió un mensaje de felicitación.

## Regreso a la India
A finales de 1886, Anandibai regresó a la India, recibiendo una gran acogida. El principado de Kolhapur la nombró médica encargada del pabellón femenino del hospital local Alberto Eduardo.
Anandibai murió de tuberculosis a principios del año siguiente, el 26 de febrero de 1887, antes de cumplir 22 años. Su muerte fue lamentada en toda la India. Sus cenizas fueron enviadas a Theodicia Carpenter, quien las colocó en el cementerio de su familia en Poughkeepsie, Nueva York.

## Publicaciones sobre Anandi
En 1888, la escritora feminista estadounidense Caroline Wells Healey Dall escribió la biografía de Joshi.
Doordarshan, la emisora pública de televisión de la India, emitió una serie en hindi basada en su vida, llamada Anandi Gopal y dirigida por Kamlakar Sarang.
Shrikrishna Janardan Joshi escribió un relato ficticio de su vida en su novela en marathi Anandi Gopal, que fue adaptada en una obra de teatro del mismo nombre por Ram G. Joglekar.
El escritor marathi Dr. Anjali Kirtane investigó extensamente la vida de la doctora Anandibai Joshi y escribió un libro en marathi titulado Dr. Anandibai Joshi, Kaal ani Kartutva (‘Dra. Anandibai Joshi, sus días y logros’) publicado por Majestic Prakashan, Bombay. El libro contiene fotografías muy raras de la doctora Anandibai Joshi.

## Legado
El Instituto de Investigación y Documentación en Ciencias Sociales (IRDS), una organización no gubernamental de Lucknow, ha estado otorgando el Premio Anandibai Joshi de Medicina en honor a sus primeras contribuciones a la causa del avance de la ciencia médica en la India.
Además, el Gobierno de Maharashtra ha establecido una beca en su nombre para mujeres jóvenes que trabajan en el ámbito de la salud de la mujer.
El 31 de marzo de 2018, Google la homenajeó con un Doodle para conmemorar el 153 aniversario de su nacimiento.